# ポール・ナリタ
ポール・ナリタ(Paul Narita ) は、NBCの昼ドラ『デイズ・オブ・アワ・ライブス』の登場人物。クリストファー・シーンが演じる日系アメリカ人である。
ヘッド・ライターのゲイリー・トムリンとクリストファー・ホワイトセルにより作り出され、2014年11月、肩を手術する著名な野球選手として初登場した。片っ端から様々な女性と浮気をしていたが、人生で最も愛していた秘密の同性愛関係であった元彼のサニー・キラキス(フレディ・スミス)との関係が明らかになる。手術は成功したがもう投球することができず、ジャーナリストのウイル・ホートン(ガイ・ウイルソン)と恋仲になり、雑誌の記事でカミングアウトするよう説得される。カミングアウトについて、世間体のみならず家族に受け入れられないのではないかと危惧する。のちに母親トリ(ヒラ・アンブロシノ)が登場し、世間の反感を恐れながらもポールをサポートする。2015年4月、 ポールは長年の登場人物ジョン・ブラック(ドレイク・ホゲスティン)の息子だと判明する。
このポールというキャラクターはファンや批評家の間ですぐにヒットした。クリストファー・シーンは「期待の新人」となり、彼の演技は批評家の称賛を得た。ポールとサニーのカップルはファンの間で「ポールサン」と名付けられ、ポールはウイルとサニーによる「ウイルサン」の間に割り込んだにもかかわらずポールサンは人気となった。BuzzFeedは、昼間のテレビ番組としてゲイのアジア系アメリカ人という革新的キャラクターと表した。

## あらすじ
著名な野球選手のポール・ナリタはダニエル・ジョナス(ショーン・クリスチャン)に肩の手術をしてもらうためセイラムにやってくる。病院職員のアビゲイル・デヴラ(ケイト・マンシ)やテレサ・ドノヴァン(ジェン・ライリー)、理学療法士のジョーダン・リッジウエイ(クリシェル・スタウス)らと次々と関係を持つ。ポールはマスコミから逃れるため偽名を使っている。手術は成功し、ポールは理学療法を受け始める。治療中にポールはテレサと短期間交際し、入院中にもかかわらず2人はデートの計画を立てる。しかしポールは元彼のサニー・キラキス(フレディ・スミス)を偶然見掛けてショックを受ける。ポールはサニーを忘れられずにいるが、ポールはまだカミングアウトする準備ができておらず、サニーは前進を促す。ポールは球界復帰についてジャーナリストのウイル・ホートン(ガイ・ウイルソン)から『ソニックス』誌の独占インタビューを受けることに同意する。クリスマスの後、自分の腕が通常の生活には支障がないが、もう投球できないことを知り、怒りをウイルにぶつける。さらに悪いことに、ポールはフリー・エージェントでどの球団も彼を採用しない。ウイルはポールに怪我による引退宣言とコーチへの転身を記事に載せようと説得する。ポールはサニーとなんとか連絡をとるが、サニーは結婚したと告げ、すげない。しかしサニーはポールにカミングアウトするよう勇気づける。ウイルはポールがサニーとシャンパンで年越ししたことにショックを受ける。
ポールに気があるベルボーイのデリック(スペンサー・ネヴィル)のおかげで、ポールはサニーが元々大晦日に自分を訪ねるつもりだったと知る。ポールはサニーがいつか気を変えて自分と一緒にいてくれると信じる。しかしサニーは経営難のクラブのためにポールに融資を頼もうとしていたのだった。ポールは自分たちはまだ繋がっていると信じるが、サニーは前進を促す。ポールが隠し事をしていることを知っていながらウイルは次のインタビューを願う。会話の途中でウイルはポールにゲイなのか尋ねる。ポールはウイルにキスで応え、ベッドを共にする。ウイルはすぐに後悔しつつ浴室へ向かう。何も知らないサニーが立ち寄り、ポールの最初のホームランを懐かしむ。ポールはウイルが浴室から戻ってくる前にサニーを部屋から追い出そうとし、サニーはポールが誰かと一緒にいたことに気付く。ポールはサニーとはもうやり直せないことに気付く。その後ウイルはポールに、彼のような子供たちやアスリートたちのロール・モデルとなるべくカミング・アウトするように語るが、ポールは躊躇する。ポールはサニーに野球選手としてはもう終わりであることを告げ、サニーはカミング・アウトを恐れるポールを慰める。躊躇の末、ようやくポールはインタビューでのカミング・アウトに同意し、ウイルに自分には過去にプロポーズされた男性がいたことを明かす。ポールはウイルにまだ家族にはカミング・アウトのことを話していないと語り、ウイルは自分から家族に話すよう促す。ポールは同意するが、母親とこのことについて話すのを恐れ、記事の公開が近づくのを待つ。その後ポールはついに母親のトリ(ヒラ・アンブロシノ)と祖父のヒロ(ヨシオ・モリワキ)に電話し、カミング・アウトしようとする。トリはポールの性的指向についてすでに知っていたが、ポールのことを考えると公表しない方がいいのではないかと語る。ポールとトリは高齢で古い考えの祖父に伝えるのを恐れるが、ヒロもポールをサポートしてくれることにポールとトリは安心する。記事が出る数日前、ポールは病院で献血する。サニーが刺され、サニーの母アドリーン(ジュディ・エヴァンズ)はポールが献血した血液のおかげでサニーは命が助かったとポールに感謝する。のちにポールはマーリナ・エヴァンズ(デイドア・ホール)と共にセラピー・セッションを行なう。ポールは街を出る準備をするが、出発前にサニーに会いたいと思う。ポールはサニーに記事を見せると、サニーは激怒し、ウイルは自分の夫だと明かしてポールを病室から追い出す。ウイルはポールが自分たちを離婚させようと自分とポールの浮気についてサニーに喋ったものと考える。マーリナに相談しようとすると、マーリナはウイルの実の祖母であることを明かし、他の医師を紹介する。ポールが街を出ようとすると、ジョン・ブラック(ドレイク・ホゲスティン)は彼に恵まれない子供たちのためのチャリティ・イベントに参加するよう要請する。ポールはこれに同意し、トリはチャリティ・イベントが終わったらすぐに街を出るよう約束させる。ジョンはポールとサニーが一緒にいるところを目撃し、ポールにウイルとサニーの結婚の邪魔をしないよう注意する。ウイルとサニーの結婚記念パーティでポールとウイルの浮気が露見する。ジョンはポールにウイルを誘惑したとして責める。のちにサニーはポールに、トリはポールの父親について真実を隠していると語り、ポールはサニーのクラブでトリと対峙する。ここでポールはジョンと親子であることが判明する。

## 製作過程

### キャスティング
2014年2月、『デイズ・オブ・アワ・ライブス』は24歳から35歳のアフリカ系アメリカ人のマイカ役を募集した。ネイサン・オウエンズ演じるキャメロン・デイヴィス役に代わる役を探していたのだ。9月、同じ役でヒスパニック系の役者を募集した。この役は単発ではなく繰り返し出演するものであった。その後ヒスパニック系またはアジア系の役者を募集することになった。10月、11月7日放送回からクリストファー・シーン演じる野球選手のポール・ナリタが登場することが報じられた。元ミスター・アジアUSAのシーンは『The Lizzie Bennett Diaries 』、『Hollywood Heights 』、『The Mindy Project 』、『ハワイ5-0』などに出演していた。また昼間の番組には2010年に『ザ・ボールド・アンド・ザ・ビューティフル』に2エピソード出演している。
キャスティングの過程についてシーンは「実は彼らもどんな人材が欲しいのか決まっておらず、幸い自分が選ばれた」と語った。キャスティング・ディレクターのマーニー・サイタによると「多くのアジア系、黒人、白人の男性と会った」。その後それぞれの人種から1人ずつ、計3人に絞った。3人の役者はサニー役のフレディ・スミスとの試験撮影に挑んだ。この時でさえ、プロデューサー陣は物語をどう進めるのか決めていなかった。次の面接の際、シーンは同性愛者を演じることに抵抗はないか尋ねられた。しかしシーンはあまり理解しておらず、どう答えてよいかわからなかった。シーンのマネージャーは、カミング・アウトしていない同性愛者のプロ・スポーツ選手役は議論を巻き起こすと語った。シーンは俳優としてどうすべきかすぐに判断した。「私には大役すぎる。もし私が選ばれたらそれを誇りにしよう」と語った。結局、日本語を話せることが決め手となった。キャスティング・ディレクターのリクエストにより、シーンは日本語で話している動画を送った。シーンのエージェントはシーンが採用されたことを発表した。

### キャラクター
テレビでの多くのアジア系の典型と違い、ポールは魅力的に描かれている。BuzzFeedのアイラ・マディソン3世は、テレビでのアジア系アメリカ人男性は長い間脇役に追いやられていたが、ポールはこの傾向と反していると語った。また、魅力的な彼の恋愛関係がスクリーンで展開されるとも語った。昼間の番組でメインのキャラクターとして同性愛者のアジア系アメリカ人というのはポールが史上初である。マディソンはさらに、ポールは日本人の流れが物語に影響していると語り、実際、ポールは祖父へのカミング・アウトは日本語で行なっている。シーンは『ウォーキング・デッド』でスティーヴン・ユァン演じるグレン・リーと比較される。ポールとサニーの関係が明らかになった時、『殺人を無罪にする方法』のオリヴァー・ハンプトン(コンラッド・リカモラ)、『ジェネラル・ホスピタル』のブラッド・クーパー(パリー・シーン)と並び、「テレビ史上最高のアジア系のゲイ・キャラクター3人」と称された。しかしポールが唯一のレギュラー出演者である。マディソンは、ポールとオリヴァー・ハンプトンと比較することは容易だが、違いはポールのベッド・シーンは物語と関連していることだ、と語った。
当初のオーディションではキャラクターについて「カリスマ的自信があり、何もしなくても魅力がある。女性たちにもて、男性たちは彼になりたがる。自信に満ち溢れているが、過去に負った傷を隠し持っている」と説明されていた。次のオーディションでは「魅力的で正直で女性にもてる。度胸があり、ワイルドでスリリングなオーラを作り出す」と説明された。ヒスパニック系とアジア系の役者の最後のオーディションでは「美しい容姿でとても魅力がある。男らしく魅力的だが、複数の女性と付き合ったりずる賢いタイプではない」とされた。シーンはポールについて、感情豊かで知的であり、とてもカリスマ性があると説明された。スポーツ選手としての成功のため、スポットライトに当たることに慣れ、またそれを楽しんでいる。人々を愛し、勇気がある、とシーンは語った。ポールは尊敬され、称賛される。しかしシーンは、ポールは正直でありたいと思うが、周りからの疑いが上がってくる、と語った。

### カミング・アウトおよび三角関係
当初ポールはテレサ・ドノヴァン(ジェン・ライリー)に興味があると推測されたが、ポールには秘密の元彼サニー・キラキス(フレディ・スミス)がいたことが明らかになった。シーンはサニーについて「できるだけ尊敬されたい」人だと語った。ポール自身もサニーとの未来があるのかどうかわからず、思い出に浸る。インタビューにおいてポールはジャーナリストのウイル・ホートン(ガイ・ウイルソン)と、失恋について語る。同時にポールはベルボーイのデリック(スペンサー・ネヴィル)との関係に積極的になれず、サニーへの想いを断ち切れずにいた。ポールはキャリアを気にして性的指向をオープンにすることを恐れているだけでなく、家族に知られることも恐れている『Daytime Royal Online 』の中でシーンは日本の文化において性的指向はタブーだと語ったが、シーンが役について家族に語った際、自身の家族は応援してくれた。自身の父親が軍隊におり、そこでは性的指向がよりタブーであることが気掛かりとなっている。
『Soap Opera Digest 』でのマイケル・ローガンによるインタビューで、シーンはプロデューサーのリサ・デ・カゾットから、ポールとウイルの関係が性的なものになると聞いた時はショックを受けたと語った。ウイルとサニーのカップルが視聴者に人気があったため、視聴者の反応が心配だった。一方、シーン自身はウイルとの関係についてすぐに役作りを考えた。シーンは「ポールは三角関係の悪役ではない」と語った。「唯一のポールの罪は人と人との繋がりを持ちたいと思っているところ」とし、「彼は愛を求めている」と語った。ポールが野球を続けられないと知った時、サニーに会いたくなった-彼は結婚していたから拒絶したけれど-それでウイルに助けを求めた。ポールとウイルが関係を持った時、ポールはウイルが結婚していることを知らなかっただけでなく、その相手が自分の最愛のサニーであるということも知らなかった。シーンはこの場面について「とても慌ただしく」「とても性的」であると語った。「愛か性行かと言えば、ポールとウイルの場合は後者だ」と続けた。
ポールがゲイであることをおおやけにした後、彼はロール・モデルとなろうとする。ウイルとの密会の後、ポールはウイルがカミング・アウトの手助けをしてくれたため大いに感謝する。関係は持ったが、ポールとウイルは「前進し、仕事上の付き合い」を選ぶ。またポールはサニーとの未来を望むが、シーンはポールとウイルが関係を持った時点で別々の道を歩むべきだと語った。しかしポールはサニーへの愛こそが本物だと思っており、ポールにとってはサニーがかけがえのない人である。カミング・アウトの記事が出て点と点が繋がり、ポール、サニー、ウイルの関係はさらに複雑なものになるが、ウイルとサニーの関係がうまくいかなくなるとポールにとっては喜ばしいことであり、サニーとの未来に一筋の光が見える。

### 父親
シーン演じるポールの登場直後、『Serial Scoop 』はポールの母親トリ・ナリタ役の女優を探していると報じた。2015年1月、ヒラ・アンブロシノが配役されたことが発表された。トリの登場から、ポールの父親の推測が始まった。シーンは噂を否定も肯定もしなかったが、長年の出演者と共演することを楽しみにしていた。TheBacklot.comとのインタビューでシーンは「トリが登場するシーンがある」と語った。6ヶ月先の放送の撮影を行なうため、シーンはポールの父親についてのストーリーについて知っていたが、シーンはポールが知っていることのみに焦点を当てるようにした。トリはすぐにポールにセイラムを離れるよう諭すが、彼はこれを断る。ポールは母を愛し尊敬しているが、自分自身の人生を歩みたい。しかし父親がセイラムにいる確信はない。2015年4月、ドレイク・ホゲスティン演じるジョン・ブラックがトリと不倫した際にポールができたことが判明した。

## 評価
ポールおよび彼を演じるシーンは批評家の称賛を受け、視聴者からも人気となり、シーンは「期待の新人」となった。『Soap Central 』は「ポール・ナリタを演じるクリストファー・シーンはあらゆる意味で噂の中心となっている」と記した。サニーとの過去に関わらず、『Daytime Confidential 』のジェイミー・ガイデンズはポールとウイルの関係を薦め、『フィフティ・シェイズ・オブ・グレイ』にかけて「『フィフティ・シェイズ・オブ・ファン』になり得る」と語った。オンライン上での視聴者の評価は上々であり、ポール支持派は「プロ・ポール」と呼ばれ、ポールとサニーのカップルは「ポールサン」と呼ばれた。少数ではあるが否定的な意見も存在し、ポールが既婚者と関係を持ったことが問題となっていた。ポールが母親と祖父に日本語で電話でカミング・アウトする場面の演技でシーンは批評家の称賛を得た。シーンはこの演技で『Soap Opera Digest 』誌の週間俳優賞に選ばれた。同誌は「表情、声、動きにより、視聴者はポールに感情移入できた。期待の新人が得点」と記した。ツイッター上では、何人かのファンがシーンに、ポールにより両親にカミング・アウトする勇気をもらったと書き込みした。BuzzFeed のアイラ・マディソン3世は「『デイズ・オブ・アワ・ライブス』の革新的なカミング・アウトは全て日本語で行われた」と記した。2015年、サニー、ポール、ウイルの三角関係は4年連続GLAADメディア賞日刊ドラマ賞受賞をもたらした。2014年、『On-Air On-Soaps 』はポールに男性新キャラクター賞を授賞し、「この野球選手こそがウイルとサニーの関係をおびやかす」と語った。